# Eupeodes astutus
Eupeodes astutus là một loài ruồi trong họ Ruồi giả ong (Syrphidae). Loài này được Fluke mô tả khoa học đầu tiên năm 1952. Eupeodes astutus phân bố ở miền Tân bắc